# ماتس ۵۹۳۴
سیارک ۵۹۳۴ (به انگلیسی: 5934 Mats، نامگذاری:1976SJ) پنج هزار و نهصد و سی و چهارمین سیارک کشف شده‌است که در ۲۰ سپتامبر ۱۹۷۶ کشف شد.
قدر مطلق سیارک برابر ۱۳٫۴۰ است.